# Dennis Iliadis
Dennis Iliadis, griechisch Ντένης Ηλιάδης (* 31. Dezember 1969 in Athen), ist ein griechischer Filmregisseur, Filmproduzent, Drehbuchautor und Schauspieler.

## Leben und Werk
Dennis Iliadis wurde in Athen geboren, wuchs dort, in Paris und Rio de Janeiro auf. Er besuchte die  Brown University in Rhode Island, wo er Film- und Wirtschaftswissenschaften studierte, bevor er sich am Royal College of Art in London einschrieb.
Er ist verheiratet, hat zwei Kinder und lebt zurzeit (Stand: 2014) in Los Angeles und New York.

## Filmografie
Regie
- 1994: Ole (Kurzfilm)
- 1997: Proini ptosi (Kurzfilm)
- 2004: Hardcore
- 2009: The
Last House on the Left
- 2013: Party Invaders aka Plus One
- 2016: Delirium

Drehbuch
- 2000: Piso porta

Schauspieler
- 1997: Prostatis oikogeneias
- 2003: I Liza kai oloi oi alloi

## Auszeichnungen (Auswahl)
Preise
- Silberner Rabe für The Last House on the Left, beste Regie, beim Brussels International Fantastic Film Festival 2004
- German Independence Award – Publikumspreis  für Hardcore beim Internationalen Filmfest Oldenburg 2004

Nominierungen
- Publikumspreis beim SXSW Film Festival 2013
- Bronzenes Pferd für Hardcore beim Internationalen Filmfestival von Stockholm 2005[4]